# Макон (річка)
Макон (біл. Маконь) — річка в Смолевицькому і Червенському районах, Мінська область, Білорусь, ліва притока річки Уша (басейн Дніпра.
- Довжина 17 км.
- Площа водозбору 71 км².
- Похил — 0,8 ‰.

Починається за 2 км на північний схід від села Кляннік, Смолевицький район, гирло на південній околиці села Рованицька Слобода (Раваніцкая Слабада), Червенський район.
Русло каналізовано на ділянці довжиною 5 км (витікає за 2 км на південний схід від села Заболоття, Смолевицький район).